# Dean Reynolds
Dean Reynolds, född 11 januari 1963 i Grimsby, England, är en engelsk professionell snookerspelare.
Reynolds blev professionell 1981, och nådde sin högsta ranking säsongen 1990/91, då han var åtta i världen. Han har dock aldrig vunnit några rankingturneringar, utan har som bäst varit framme i final vid två tillfällen, båda 1989: British Open och Grand Prix. Reynolds deltog i sammanlagt elva VM-turneringar på 1980- och 1990-talet, men gick aldrig längre än till kvartsfinal (1989).
I april 2009 drabbades Reynolds av en stroke.